# Malcolm Le Grice
Malcolm Le Grice (15. května 1940 – 6. prosince 2024) byl britský umělec známý pro svou avantgardní filmovou tvorbu. Britský filmový institut tvrdil, že byl „pravděpodobně nejvlivnějším modernistickým filmařem v britské kinematografii“.

## Životopis
Le Grice se narodil v Plymouthu, v hrabství Devon, dne 15. května 1940. Studoval malbu na Arts University Plymouth. Studoval na Slade School of Fine Art. Koncem 60. let založil workshop London Film-Makers' Co-op a zároveň představil film studentům výtvarného umění na Saint Martin's School of Art a Goldsmiths, Londýnská univerzita. Svou praxi filmového umělce vyvážil kampaní za uměleckou formu v tisku, ve vysokoškolském vzdělávání a ve výborech Britského filmového institutu a Rady pro umění.
Le Grice začal svou kariéru jako malíř, ale v polovině 60. let začal natáčet film a počítačová díla a stal se průkopníkem počítačově generované filmové tvorby. Od té doby pravidelně vystavoval v Evropě a USA a jeho práce byly promítány na mnoha mezinárodních filmových festivalech, včetně retrospektiv na Media City Film Festival 2015 a REDCAT v roce 2019. Vystupoval také na významných uměleckých výstavách, včetně Pařížského bienále 8, Arte Inglese Oggi, Milán, Une histoire du cinéma, Paris, Documenta 6, X-Screen v Muzeu moderního umění nadace Ludwigových ve Vídni, a Behind the Facts na Fundació Joan Miró.
Jeho dílo bylo promítáno v Muzeu moderního umění, Louvru a Tate Modern a Tate Britain a je ve stálých sbírkách včetně: Centre Pompidou, Cinematek, Národní filmový a zvukový archiv, Deutsche Kinemathek, Canadian Distribution Centre, Montreal a Archives du Film Experimental D'Avignon. Řada jeho delších filmů byla vysílána v britské televizi, včetně Finnegans Chin, Sketches for a Sensual Philosophy nebo Chronos Fragmented. Jeho hlavní práce z poloviny 80. let byly ve videu a digitálních médiích a zahrnují multiprojekční videoinstalační díla The Cyclops Cycle nebo Treatise.
Le Grice napsal kritické a teoretické práce včetně historie experimentální kinematografie s názvem Abstract Film and Beyond (1977, Studio Vista a MIT ). V 70. letech tři roky psal pravidelný sloupek pro umělecký měsíčník Studio International a publikoval řadu dalších článků o filmu, videu a digitálních médiích. Mnohé z nich byly shromážděny a publikovány pod názvem Experimental Cinema in the Digital Age Britským filmovým institutem v roce 2011. Le Grice byl emeritním profesorem University of the Arts v Londýně. Založil filmové oddělení na Saint Martin's School of Art. Le Grice byl také bývalý děkan mediálního umění na University of Westminster. Působil ve výborech Britského filmového institutu, Arts Council, CNAA, Higher Education Funding Council for England a Arts and Humanities Research Council.
Le Grice byl ženatý s Judith Le Grice a měl dceru. Zemřel 6. prosince 2024 ve věku 84 let.

## Vybraná díla

### Obrazy
- Untitled (1962)
- Painting (1963)
- Castle Assemblage 1 (1964)
- Castle Assemblage 2 (1964)
- After Manet 1 (1985)
- Walking By (1985)
- Leonardo Tryptich (1993)
- Berlin Horse Block (1998)
- Before you came After I've gone (2003)
- Orchard Comp 5b
- Topology Exploration 3

### Filmy, videa a fotografie
- China Tea (němý film, 1965)
- Castle 1 (1966)
- Little Dog for Roger (1967)
- Yes No Maybe Maybenot (1967)
- Talla (němý film, 1967)
- Blind White Duration (němý film, 1967)
- Castle Two (1968)
- Grass (Slide-tape, 1968)
- Wharf (Slide-tape film, 1968)
- Spot the Microdot (1969)
- Lucky Pigs (1970)
- Reign of the Vampire (1970)
- Berlin Horse (1970)
- Love Story 1 (Shadow play film, 1971)
- Love Story 2 (1971)
- Horror Film 1 (Shadow play film, 1971)
- Your Lips 3 (1971)
- 1919 (1971)
- Newport (němý film, 1972)
- Whitchurch Down (1972)
- Threshold (1972)
- Love Story 3 (Performance film, 1972)
- Horror Film 2 (Shadow play, 1972)
- Blue Field Duration (1972)
- After Leonardo (Play, 1973)
- Don't Say (němý film, 1973)
- Pre-Production (Slide-tape, 1973)
- Matrix (videosmyčka, 1973)
- Four Wall Duration (videosmyčka, 1973)
- Gross Fog (videosmyčka, 1973)
- Joseph's Coat (videosmyčka, 1973)
- Principles of Cinematography (Performance film, 1973)
- Screen Entrance Exit (Performance film, 1974)
- After Lumiere - l'arroseur arrosé (1974)
- After Manet - le dejeuner sur l'herb (1975)
- Academic Still Life (1976)
- Time and Motion Study (1976)
- Blackbird Descending - tense alignment (1977)
- Emily - third party speculation (1979)
- Finnegans Chin - temporal economy (1981)
- Digital Still Life (video, 1984–1986)
- Arbitrary Logic (video, 1984–1986)
- Heads I Win - Tails You Lose (video, 1986)
- Like a Fox (spolueditorka: Gill Etherley, video, 1988)
- Rock Wave (video, 1988)
- Juniper and the myths of origin (1988)
- Veritas (video, 1988)
- Beware (video, 1988)
- Et in Arcadia Ego (1988)
- Rape (1990)
- Weir (1993)
- Prelude (1993)
- Race (1993)
- Warsaw Window (1994)
- Cidre Boucher (1994)
- Balcony Water Colour (1994)
- Seeing the Future (1994)
- Out of the Crypt (1995)
- For the Benefit of Mr K (1995)
- Chronos Fragmented (1995)
- Joseph's Newer Coat (1998)
- Joseph's Newer Coat 6 (video, 1998)
- Even the Cyclops Pays the Ferryman (video, 1998)
- Still Life and Lunch in Little Italy (video, 1999)
- Jazzy Jazzy Jazzy (video, 2000)
- Neither Here Nor There (video, 2001)
- Unforgettable - that's what you are (videosmyčka a umělecká instalace, 2002; přepracováno roku 2006)
- Travelling with Mark (video, 2003)
- Cherry (video, 2003)
- Digital Aberration (2004)
- Critical Moment 1 (2004)
- Autumn Horizon number 3 (2005)
- Lecture to an Academy (2006)
- Of Keys and Beauty (2006)
- Anthony Dundee (2006)
- Waiting for Ian (2006)
- H2O-0C-24.02.06-12.01GMT - 03,50.40W - 50.16.30N (2006)
- DENISINED - SINEDENIS (2006)
- Again Finnegan (2006)
- Taint (2007)
- Self Portrait after Raban Take Measure (2008)
- Water Lilies after Monet (2008)
- Absinthe (2010)
- FINITI (2011)
- Jonas (2013)
- Yann (2014)
- Where When (video, 2015)
- Marking Time (video, 2015)
- The Probability of God is About Zero (video, 2015)

## Vybrané výstavy
- Behind the Facts: Fundació Joan Miró, Barcelona, Španělsko, únor až březen 2004.
- Behind the Facts: Serralves, Porto, Portugalsko, květen 2004.
- Avanto Helsinki Media Art Festival, Finsko, listopad 2004.
- Behind the Facts: Fridericianum, Kassel, Německo, leden–duben 2005.
- Fundación Banco Santander: Sobre la historia (O dějinách). Madrid, Španělsko, březen až červen 2007.
- Mezinárodní filmový festival Rotterdam, Nizozemsko, 2007.
- Behind the Facts: Bogotá Museum of Modern Art, Kolumbie, březen–červen 2008.
- Tate Modern, Londýn, Anglie, listopad 2008.
- Retrospective: Espace Multimédia Gantner, Bourogne, Francie, listopad 2011 – leden 2012.
- Tate Modern, Londýn, Anglie, říjen 2012.
- Man with a Projector: Performa 13, New York City, USA, listopad 2013.
- Richard Saltoun Gallery, Londýn, Anglie. 28. května – 10. července 2015.
- Crossing the Threshold: BFI Southbank, Londýn, Anglie, květen 2016.
- Microscope Gallery, New York City, USA, říjen 2016.
- Anthology Film Archives, New York City, USA, listopad 2016.
- Present Moments and Passing Time: Plymouth, leden–březen 2017.
- This Way Out of England: Gallery House in Retrospect; Filmaktion, Expanded Cinema and Film Performance. Kurátor Mark Webber, březen 2017.
- DNA: AND - Malcolm Le Grice, Selected Works 1960-2024. Velarde Gallery, Devon, Anglie, 20. září – 19. října 2024.